# HD 189733 b
HD 189773 b 또는 여우자리 V452 b는 여우자리에 있는, 지구에서 약 63광년 떨어진 외계 행성이다. 이 행성은 2005년 10월 5일에 발견되었으며, 모항성은 HD 189733이다. 이 행성은 어머니 항성 위를 관찰자가 바라보았을 때 지나가는 것처럼 보이는, 통과 현상을 통해서 발견되었다. 어머니 항성에 가까이 있기 때문에 뜨거운 목성으로 분류된다. 이 행성은 외계 행성들 중에서 표면의 지도가 처음으로 작성된 최초의 존재이다.

## 관측 역사

### 항성면 통과 및 도플러 분광학
2005년 10월 6일 드레이크 데밍 연구진은 항성면을 통과하는 HD 189773 b를 발견했다고 발표했다. 이 행성에서는 강한 적외선 열방출 현상이 검출되었는데, 관측 방법으로는 행성이 어머니 항성의 뒤로 넘어가 사라질 때(2차 식 현상을 보일 때) 플럭스가 감소하는 것을 통해 발견했다.
이 행성의 질량은 목성보다 약 15퍼센트 더 크며, 어머니 항성을 2.2일에 한 바퀴 돈다. 이 행성은 원래 이름 외에도 가끔 HD 189733 Ab로 불리는데, 이는 HD 189733은 한 개의 단독성으로 이루어진 것이 아니라 어두운 적색 왜성 HD 189733 B를 반성으로 거느리고 있는 쌍성계이기 때문이다. HD 189773 항성계는 지구에서 볼 때 여우자리 방향으로 63광년 떨어진 곳에 있다.

### 적외선 스펙트럼
2007년 2월 21일 미국 항공우주국은 스피처 우주 망원경이 HD 189773 b와 HD 209458 b에서 나오는 스펙트럼을 정교하게 관측했다고 발표했다. 이 발표는 HD 209458 b를 분광기를 통해 관측한(최초의 분광기 이용 관측사례였음) 네이처 지 기사와 동시에 나왔다. 해당 논문은 천체물리학 저널에 제출되었다. HD 189733 b의 분광기 관측은 미 항공우주국 스피처 과학 센터의 칼 그릴마이르의 지휘 아래 수행되었다.

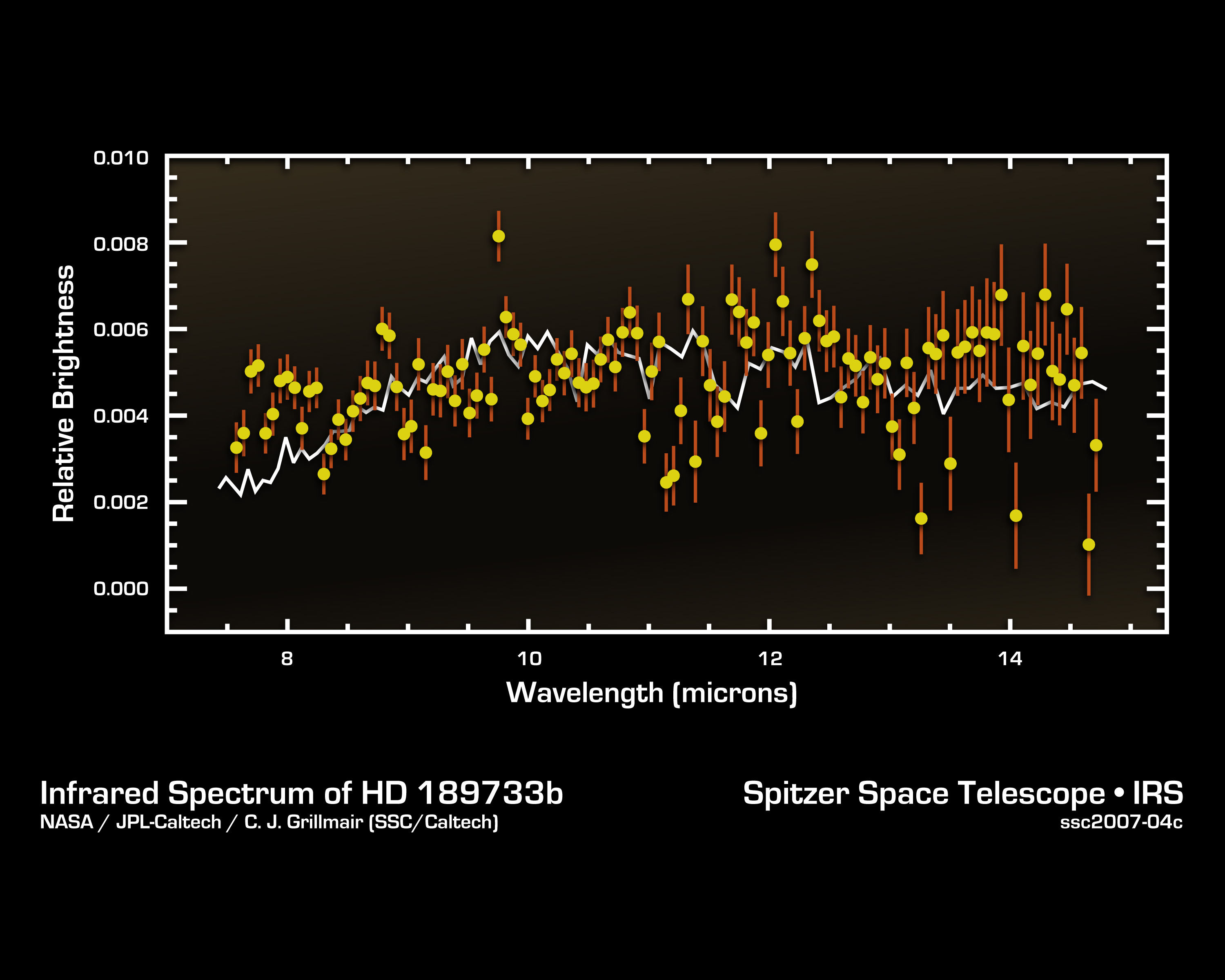
HD 189733 b의 적외선 시선 속도

2007년 10월 22일 ETH 취리히의 천체물리학자 연구진은 편광계류를 사용하여 가시광선 영역에서 HD 189773 b의 영상을 잡는 데 성공했다. 이들은 HD 189773 b의 지름이 목성의 약 1.5배(+-20퍼센트)라고 주장했다. 청색광에서의 반사율은 0.14보다 컸다. 만약 인간이 이 행성을 본다면, 짙은 푸른 색으로 보일 것이다. 그러나, 다른 파장대에서 관측한 값이 예상치보다 훨씬 더 크게 나왔기 때문에 이 연구진의 발표 내용은 검증을 받을 필요가 있다.
2008년 1월 중순 행성이 항성면을 통과할 때 레일리 산란 모형을 이용, 스펙트럼 관찰을 할 경우 분자 형태의 수소가 존재한다고 가정하면 행성 반지름은 태양의 0.1564배에 대기압은 410 ± 30 밀리바일 것이라는 연구 결과가 나왔다. Mie 예측 모형을 사용할 경우 대기 중에 10−2 ~ 10−1 μm 크기의 규산 마그네슘(MgSiO3)이 존재할 가능성이 있다는 결과도 나왔다. 두 모형을 모두 사용할 경우 행성의 온도는 1340 ~ 1540 켈빈 사이가 된다.

## 물리적 특징

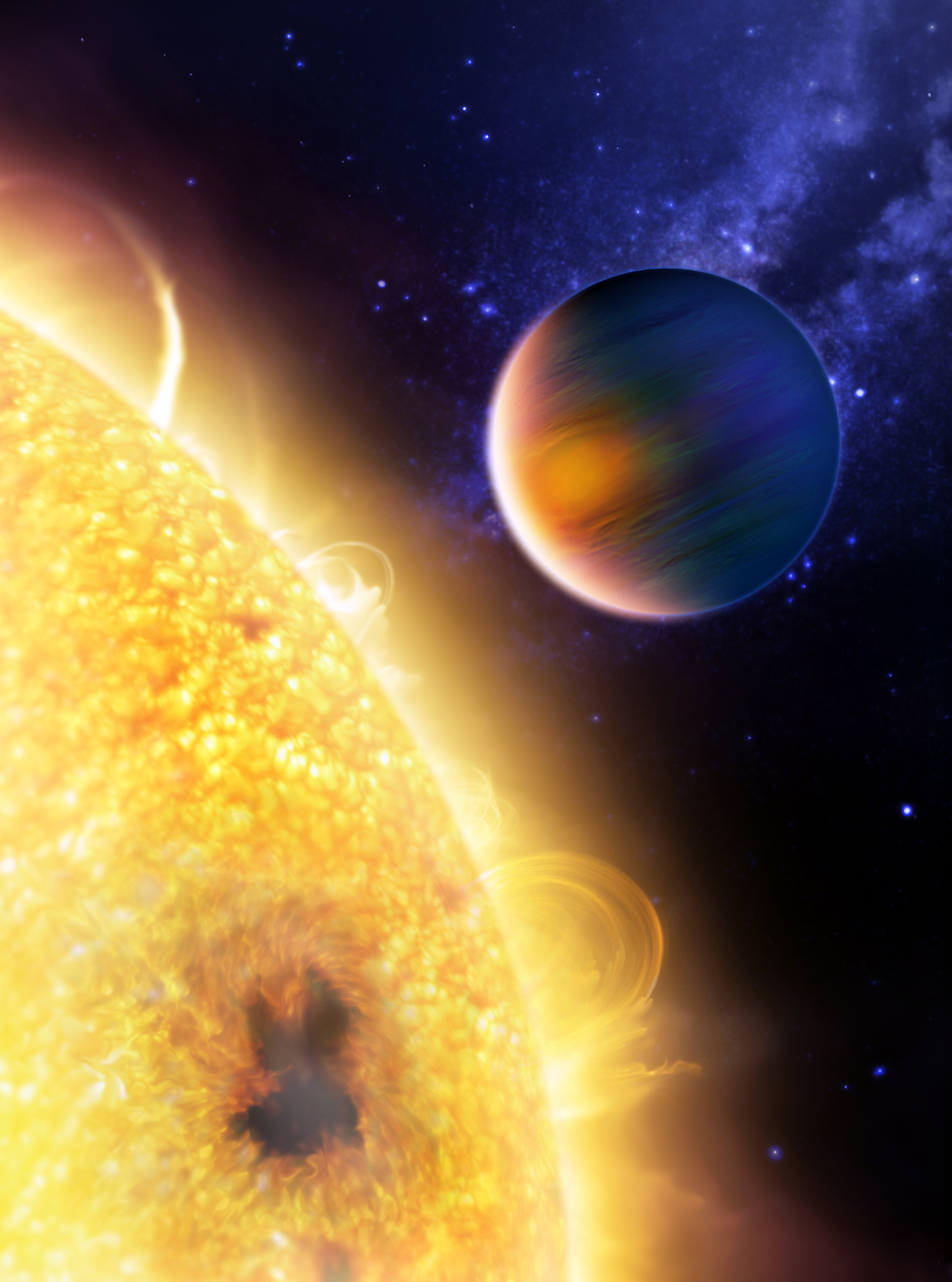
천체 예술가가 행성 온도 지도에 기반하여 HD 189733b를 상상하여 만든 작품.

이 행성은 어머니 항성 앞을 지나면서 빛을 3퍼센트 가리는데, 이 값은 발견된 외계 행성들 중 가장 큰 수치이다. 항성면 통과를 하면서 행성과 항성은 로시터-맥러플린 효과를 보여준다. 질량이 크고 항성에 가까이 붙어 있기 때문에, 어머니 항성의 시선속도는 초당 205미터에 이른다. 이 행성의 승교점 적경은 지구 하늘의 북-남으로부터 16±8도만큼 떨어져 있다. HD 189733b와 HD 209458 b는 분광기를 통해 직접 관측된 최초의 행성들이다. 이 두 행성의 어머니 항성들은 통과 현상을 보여주는 천체들 중 밤하늘에서 가장 밝은 존재들이기 때문에 앞으로도 천문학자들의 관심을 계속 받을 것이다. 대부분의 뜨거운 목성들과 같이 HD 189733b는 어머니 항성에 대해 한 쪽 면만을 보이는, 조석 고정 상태이다. 따라서 행성의 한 쪽에는 영원한 낮이, 반대쪽에는 영원한 밤이 계속된다.

### 행성의 지도
2007년 스피처 우주 망원경으로 이 행성의 온도 지도를 그릴 수 있었다. HD 189733과 행성을 33시간 연속으로 관측했다.(관측 시작 시점은 행성이 밤의 반구만을 지구에 보이고 있을 때였다) 시간이 지날수록 관측자 시야에는 이 행성의 낮 반구가 점점 드러나 보이게 되었다. 여기서 표면 온도는 973 ± 33 K부터 1,212 ± 11 켈빈까지 측정되었으며, 이를 통해 한쪽 면이 받은 열이 행성 전체로 고루 퍼지고 있음을 알 수 있었다. 재미있는 사실은, 이 행성에서 가장 뜨거운 지점은 항성의 빛을 정면으로 받는 부분이 아니라, 해당 지점에서 동쪽으로 30도 떨어진 곳이었다.

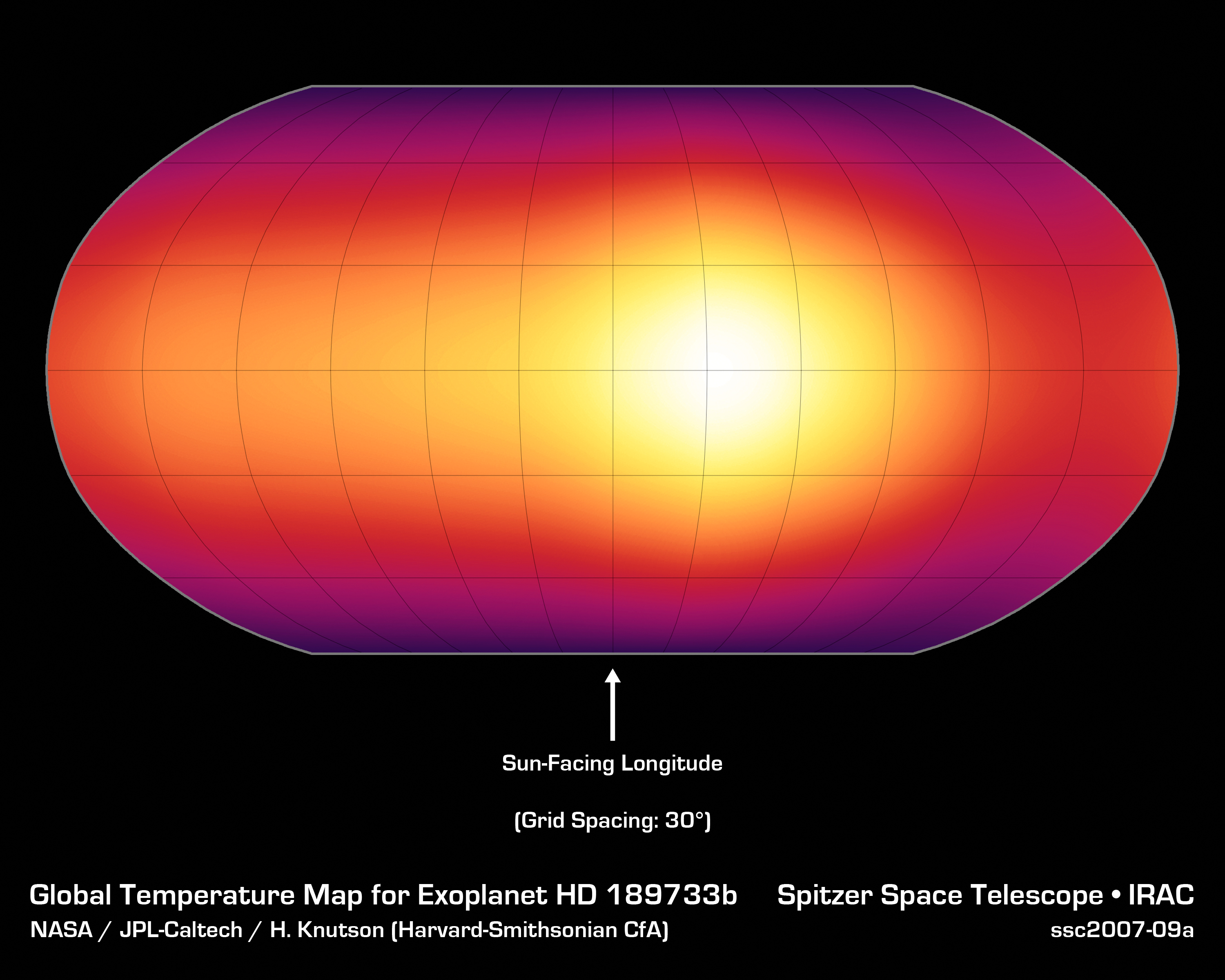
HD 189733 b 표면 전체의 온도 지도.

이 행성이 어머니 항성에 조석 고정 현상을 보이고 있다고 가정하면, 항성으로부터 받은 열은 시속 9,600 킬로미터의 초고속 바람에 실려 행성을 순환하고 있을 것이다. 미 항공우주국은 HD 189733 b의 표면 온도를 밝기에 따라 구성하여 언론에 공개했다. 이 온도 지도는 외계 행성의 표면을 지도로 작성한 첫 번째 사례이다.

### 수증기와 유기 화합물
2007년 7월 11일 죠반나 티네티 연구진은 스피처 우주 망원경을 이용하여 행성을 관측한 결과 상당량의 수증기가 행성 대기 내에 포함되어 있었다고 발표했다. 허블 우주 망원경으로 후속 관측을 한 결과 수증기 및 유기 화합물 메탄의 존재도 확인되었다. 극도로 뜨거운 환경(섭씨 700도)에서 일산화 탄소 대신 어떻게 메탄이 생겨날 수 있었는지는 제대로 밝혀져 있지 않다.

## 같이 보기
- HD 209458 b
- 페가수스자리 51 b

## 참고 문헌
1. ↑  Bouchy;  외. (2005). “ELODIE metallicity-biased search for transiting Hot Jupiters II. A very hot Jupiter transiting the bright K star HD 189733”. 《Astronomy and Astrophysics》 444: L15–L19.[깨진 링크(과거 내용 찾기)] (웹 인쇄용)
2. 1 2  “언론 보도: NASA's Spitzer First To Crack Open Light of Faraway Worlds”. 2008년 5월 17일에 원본 문서에서 보존된 문서. 2008년 7월 12일에 확인함.
3. ↑  Svetlana V., Berdyugina; Andrei V. Berdyugin, Dominique M. Fluri, Vilppu Piirola (2008). “First detection of polarized scattered light from an exoplanetary atmosphere” (PDF). 《The Astrophysical Journal》 673: L83. doi:10.1086/527320. 2008년 12월 17일에 원본 문서 (PDF)에서 보존된 문서. 2007년 11월 23일에 확인함.
4. ↑  A. Lecavelier des Etangs, F. Pont, A. Vidal-Madjar, and D. Sing, (2008). “Rayleigh scattering in the transit spectrum of HD 189733b”. 《Astronomy & Astrophysics》 481. L83-L86면. 2008년 2월 18일에 확인함.
5. ↑  “HD 189733 page”. University of Geneva. 2007년 3월 5일. 2008년 2월 6일에 원본 문서에서 보존된 문서. 2008년 2월 18일에 확인함.
6. ↑  Heather A., Knutson; David Charbonneau, Lori E. Allen, Jonathan J. Fortney, Eric Agol, Nicolas B. Cowan, Adam P. Showman, Curtis S. Cooper & S. Thomas Megeath (2007). “A map of the day–night contrast of the extrasolar planet HD 189733b”. 《Nature》 447: 183–186. doi:10.1038/nature05782.
7. ↑  “Image ssc2007-09a”. 2007년 10월 16일에 원본 문서에서 보존된 문서. 2008년 7월 12일에 확인함.
8. ↑  “언론 보도: NASA's Spitzer Finds Water Vapor on Hot, Alien Planet”. 2007년 7월 15일에 원본 문서에서 보존된 문서. 2008년 7월 12일에 확인함.
9. 1 2  Mark R., Swain; Vasisht, Gautam; Tinetti, Giovanna (2008-03-20). “The presence of methane in the atmosphere of an extrasolar planet”. 《네이처》 452: 329–331. doi:10.1038/nature06823.  arXiv.org 링크
10. ↑  Stephen Battersby (2008년 2월 11일). “Organic molecules found on alien world for first time”. 2008년 2월 13일에 원본 문서에서 보존된 문서. 2008년 2월 12일에 확인함.